# Liste des cathédrales de Bolivie
Cet article recense les cathédrales de Bolivie.

## Liste
Les cathédrales se rattachant à l’Église catholique sont :
- la cathédrale Saint-Pierre (de San Pedro Vierge de la Candelaria) d’Aiquile ;
- la cathédrale Saint-François-d’Assise de Camiri ;
- la cathédrale métropolitaine Saint-Sébastien (es) de Cochabamaba ;
- la cathédrale de l’Immaculée-Conception (es) de Concepción ;
- la cathédrale Notre-Dame-de-l’Assomption de Corocoro ;
- la cathédrale Saint-Pierre-et-Saint-Paul de Coroico ;
- l’ancienne cathédrale Saint-Jean-Baptiste de Cuevo ;
- la cathédrale Notre-Dame-de-Candelaria d’El Alto ;
- la cathédrale-basilique Notre-Dame-de-la-Paix (es) de La Paz ;
- la cathédrale Notre-Dame-de-Luján de La Paz ;
- la cathédrale Notre-Dame-de-l’Assomption d’Oruro ;
- la cathédrale Notre-Dame-du-Mont-Carmel de Riberalta ;
- la cathédrale-basilique Notre-Dame-de-la-Paix (es) de Potosí ;
- la cathédrale des Saints-Rois de Reyes ;
- la cathédrale Saint-Ignace (es) de San Ignacio de Velasco ;
- la cathédrale-basilique métropolitaine Saint-Laurent (es) de Santa Cruz de la Sierra ;
- la cathédrale-basilique Notre-Dame-de-Guadalupe de Sucre ;
- la cathédrale Saint-Bernard de Tarija ;
- la cathédrale de la Très-Sainte-Trinité de Trinidad.